# Castelldans
Castelldans ist eine katalanische Gemeinde in der Provinz Lleida im Nordosten Spaniens mit 891 Einwohnern (Stand: 2024). Sie ist Teil der Comarca Garrigues.

## Geographische Lage
Castelldans liegt etwa 18 Kilometer südöstlich von Lleida in einer Höhe von 355 m. Durch die Gemeinde führt die Autopista AP-2.

## Bevölkerungsentwicklung
| Jahr      | 1970 | 1981 | 1991 | 2001 | 2011 | 2021 |
| Einwohner | 1156 | 1040 | 974  | 973  | 1006 | 900  |

## Sehenswürdigkeiten
- Marienkirche
- Kapelle von Montserrat
- Rathaus
- Juliana-Quelle
- Olivenanbaugenossenschaft Arbequina

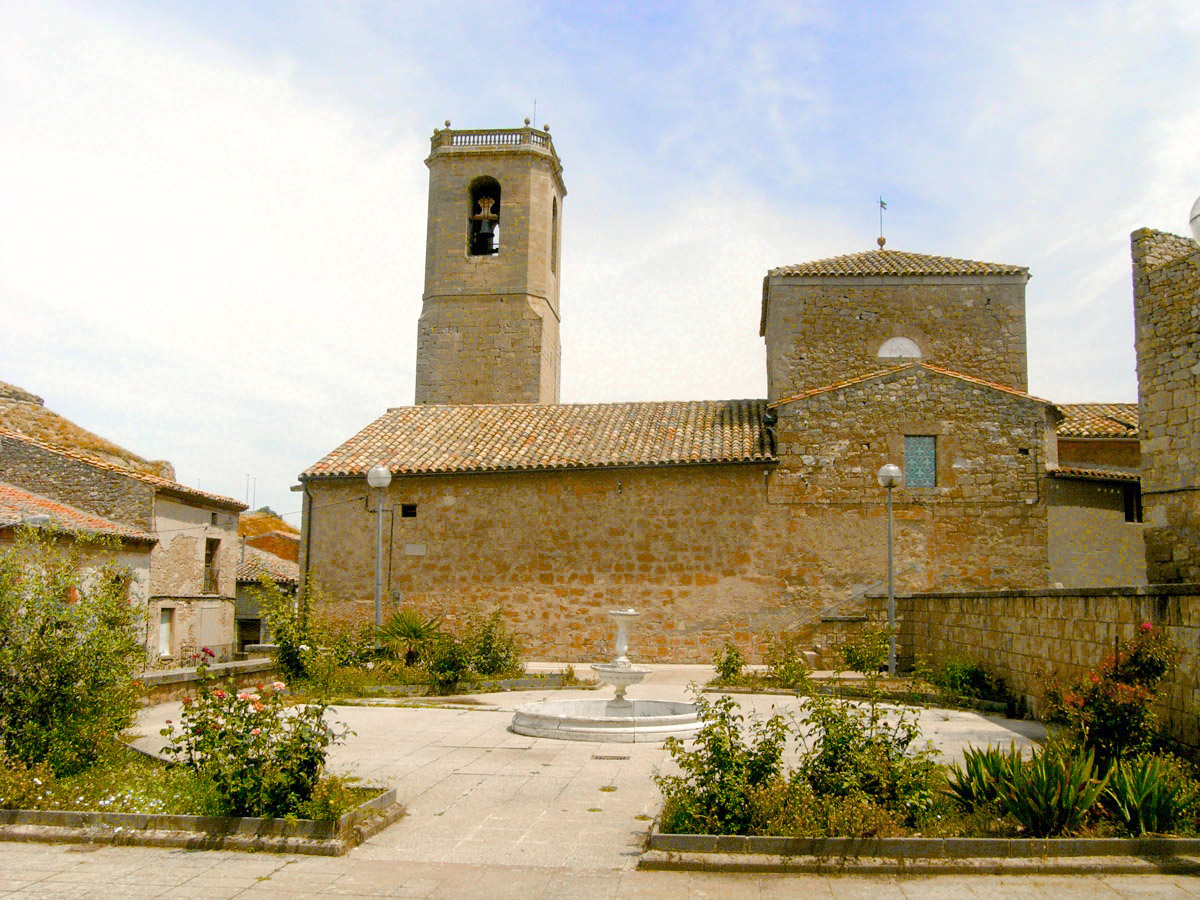
Marienkirche
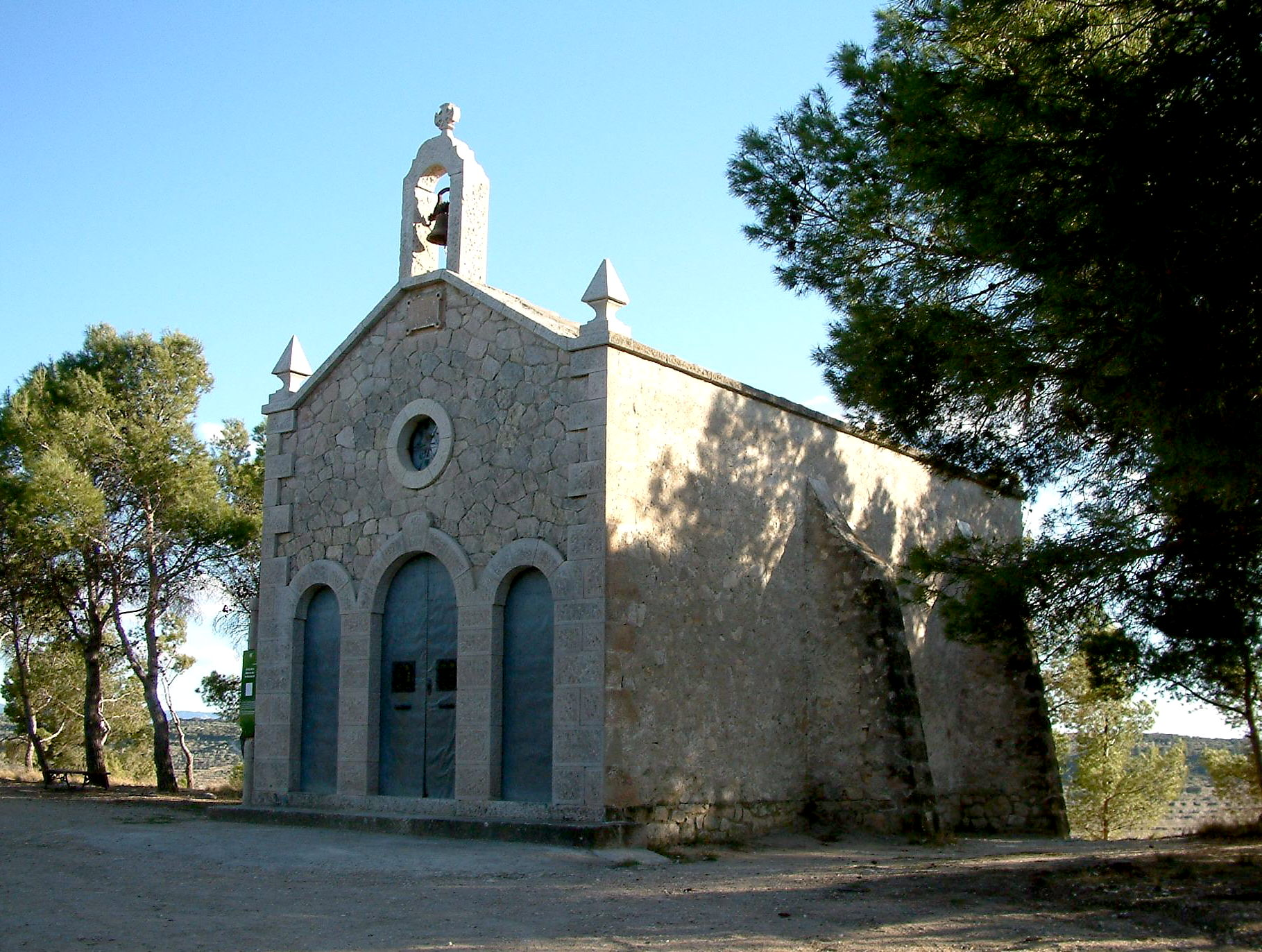
Kapelle von Montserrat